# کامپوزیت‌های زمینه فلزی
کامپوزیت‌های زمینه فلزی که به اختصار ((MMC)Metal Matrix Composite) نامیده می‌شوند، دسته ای از مواد هستند که حداقل دو جزء تشکیل دهنده دارند که وجود یک جزء فلزی در آن‌ها ضروری است مثلاً. از یک قطعه فلز مانند فلز آهن به عنوان تقویت کننده تولید می‌شوند.
کامپوزیت زمینه فلزی، در این مدت کمی که در بازار وارد شده‌اند، محبوبیت زیادی نسبت به سایر انواع کامپوزیت زمینه فلزی دارند. این مواد دارای پتانسیل استفاده برای تنوع گسترده‌ای از کاربردهای سازه‌ای و کاربردهای حرارتی می‌باشند. کامپوزیت‌های زمینه فلزی، قادر به تحمل محدوده‌های دمای کاری بالاتری نسبت به همتاهای فلزی خود هستند و خواصی مانند: استحکام، هدایت حرارتی، مقاومت به سایش، مقاومت به خزش یا پایداری ابعادی در آن‌ها قابل بهبود می‌باشد. این کامپوزیت‌ها برخلاف پایه پلیمری‌ها غیرقابل اشتعال می‌باشند و دارای حداقل حمله خوردگی توسط سیال‌های آلی نظیر سوخت‌ها و حلال‌ها هستند. لازم است بدانید کامپوزیت‌هایی که با زمینه فلزی تولید می‌شوند، مقرون به صرفه تر از سایر کامپوزیت‌ها هستند. امروزه به دلیل نوسانات بازار و قیمت آهن آلات، قیمت کامپوزیت زمینه فلزی، افزایش یافته است اما همچنان قیمت این محصول نسبت به بقیه کامپوزیت‌ها معقول تر است.

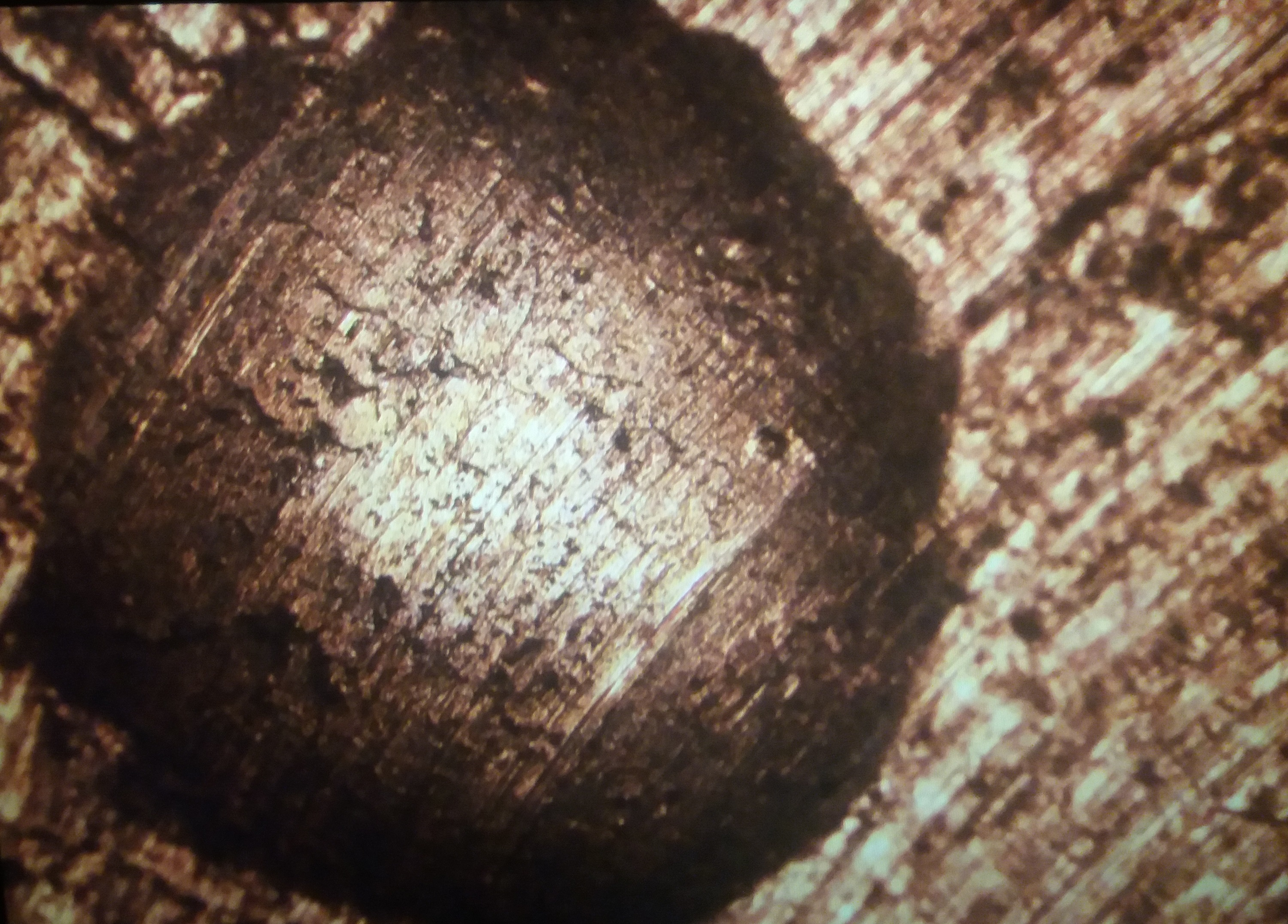
پوششی از کامپوزیت آلومینیوم - برون کارباید

هدف از قراردادن یک فاز ثانویه با کارایی بالا در داخل یک ماده مهندسی مرسوم، ایجاد تلفیقی از جنبه‌ها می‌باشد که توسط اجزا تشکیل دهنده به تنهایی میسر نخواهد بود. در یک MMC فاز پیوسته زمینه از جنس یک آلیاژ یکپارچه می‌باشد و فاز تقویت‌کننده متشکل از مواد با کارایی بالا از افزودنی‌های کربنی، فلزی یا سرامیکی می‌باشد. تقویت کننده‌ها یا به صورت «پیوسته» یا «غیرپیوسته» می‌باشند که ممکن است حدود ۶۰–۱۰ درصد حجمی کامپوزیت را تشکیل دهند. الیاف پیوسته که به صورت تقویت‌کننده رشته‌ای می‌باشند شامل گرافیت، کاربید سیلیسیم، بور، اکسید آلومینیوم می‌باشند و تقویت کننده‌های غیر پیوسته عمدتاً به شکل ویسکرهایی از جنس SiC یا به صورت تقویت کننده‌های ذره ای از جنس اکسید آلومینیوم ،SiC، دی بوراید تیتانیوم یا به صورت الیاف خورد شده از گرافیت می‌باشند.
چندین ویژگی برجسته را در استفاده از فلزات در زمینه این مواد می‌توان جستجو کرد. ماهیت فلزی نظیر هدایت حرارتی و الکتریکی، عملیات تولید آسان و فعل و انفعالات با محیط در این نوع کامپوزیت‌ها فراهم می‌آید. خواص مکانیکی نظیر استحکام در جهت عمود بر الیاف در این نوع کامپوزیت‌ها به اندازه کافی است و می‌توان از آن‌ها در کاربردهای سازه ای (تحمل بار) با کارایی و بازده بالا استفاده کرد.

## انواع کامپوزیت زمینه فلزی
می‌دانیم که فلزهای زیادی به عنوان زمینه برای کامپوزیت‌ها استفاده می‌شود. هر فلز کاربرد متفاوتی دارد و ویژگی‌های منحصر به فرد دارد. انواع مختلف پایه‌های فلزی براساس نوع فلز زمینه عبارتند از: منیزیم، مس، آهن، تیتانیوم، آلومینیوم و نیکل.

## خواص کامپوزیت زمینه فلزی
گفتیم که بهترین و پرکاربردترین زمینه برای کامپوزیت‌ها آلومینیوم و منیزیم است که این دوپایه نسبت به سایر فلزها، خواص منحصر به فردی دارند و از این خواص می‌توان به قابلیت ماشین کاری و ریخته‌گری اشاره نمود.

## روش‌های تولید کامپوزیت زمینه فلزی
متداول‌ترین روش‌های تولید کامپوزیت زمینه فلزی عبارتند از:

### روش متالورژی پودر
در روش تولید کامپوزیت به روش متالوژی پودر، از کامپوزیت با الیاف ناپیوسته استفاده می‌شود. در ابتدای کار، تقویت کننده را با پودرهای مواد زمینه مخلوط می‌کنند و داخل قالب می‌ریزند و سپس با پرس کاری سرد اتصال را بهتر انجام می‌دهند.
در مرحله بعد، ذرات را تا زیر نقطه ذوب حرارت می‌دهند و نهایتاً کامپوزیت تولید می‌شود. این روش راهی مطمئن برای تولید کامپوزیت زمینه فلزی است که از محبوبیت زیادی برخوردار است. لازم است ذکر شود استفاده از متالوژی پودر برای تولید کامپوزیت، گران‌ترین روش تولید کامپوزیت زمینه فلزی است.

### روش مایع یا ریخته‌گری
در روش مایع یا ریخته‌گری، ذرات تقویت کننده مذاب می‌شود و به شکل مکانیکی در داخل فلز پراکنده می‌شود. اغلب کامپوزیت‌های پایه فلزی، با این روش تولید می‌شوند. کامپوزیت دارای یک مایع با حالت آبکی است که در داخل قالب‌های مختلف ریخته می‌شود تا برای انجام مراحل نهایی آماده گردد.
مهم‌ترین مزیت روش مایع یا ریخته‌گری، تولید کامپوزیت با هزینه بسیار پایین است. از معایب این روش می‌توان به عدم مرطوب کردن ذرات تقویت کننده به وسیله آلومینیوم مایع اشاره کرد.

### روش آلیاژسازی مکانیکی
یکی از مهم‌ترین روش‌های نانو کامپوزیت‌های زمینه فلزی، آلیاژسازی مکانیکی است. در این روش، ذرات نانو پودری را با هم آسیاب می‌کنند. پس از آن انتقال مواد بعد از تغییر شکل، شکست ذرات و جوش خوردن انجام می‌شود. اگر ذرات نانو پودر، ترکیب شیمیایی همسانی داشته باشند، بعد از عملیات اندازه ذرات کاهش پیدا می‌کند.

## کاربرد کامپوزیت زمینه فلزی
کامپوزیت‌های زمینه فلزی، یکی از پرکاربردترین کامپوزیت‌هایی است که در صنایع مختلف استفاده می‌شود. این نوع کامپوزیت، در صنایع مختلف مانند صنعت خودروسازی و هوافضا کاربرد دارد. در کشورمان ایران به دلیل صرفه جویی در هزینه، از کامپوزیت‌های پلیمری استفاده می‌شود که کیفیت کم تری دارند.
در کشورهای پیشرفته در صنعت خودروسازی، از نانو کامپوزیت و کامپوزیت‌های فلزی استفاده می‌کنند که به مراتب کیفیت بالاتری دارند و در برابر ضربه و تخریب‌های شیمیایی مقاومت زیادی دارند و همچنین وزن آن‌ها نیز کم‌تر می‌باشد. کاربرد دیگری که کامپوزیت‌های پایه فلزی دارند، در صنعت هوافضا و ساخت ماشین‌های مسابقه ای است.
کامپوزیت‌ها از فلزهای گوناگون تولید می‌شوند و از رایج‌ترین فلزاتی که برای تولید انواع کامپوزیت‌ها استفاده می‌شود می‌توان به آلومینیوم و منیزیم اشاره کرد. این نوع کامپوزیت، در صنایع مختلف مانند صنعت خودروسازی و هوافضا کاربرد دارد. در کشورمان ایران به دلیل صرفه جویی در هزینه، از کامپوزیت‌های پلیمری استفاده می‌شود که کیفیت کم تری دارند.

## تاریخچه تولید
در گذشته اجزای غیر فلزی مانند: سرامیک‌ها داخل فلزات یا آلیاژها به عنوان عواملی که باعث تخریب و کاهش خواص مکانیکی از جمله استحکام و مقاومت و انعطاف‌پذیری شناخته می‌شدند.
در اواسط دهه ۶۰ بود که پودر گرافیت پوشش شده با نیکل را به وسیله جریان گاز آرگون(Ar) در مذابی از آلیاژ آلومینیوم واردکردند. این فرایند شروع تولید و بررسی کامپوزیت‌های زمینه فلزی بود که در آن دوران تحت نام MMPC معرفی شد.

## روش‌های ساخت MMC
روش ساخت کامپوزیت‌های زمینه فلزی به دو دسته «اصلی» و «فرعی» طبقه‌بندی می‌شود. روش‌های اصلی تولید روش‌هایی هستند که کامپوزیت از مواد اولیه آن ساخته می‌شود که این عملیات شامل وارد کردن جزء تقویت‌کننده به داخل زمینه در میزان و محل مناسب، و ایجاد اتصال مناسب بین تقویت‌کننده و زمینه است. فرایندهای تولید فرعی شامل کلیه مراحل تکمیلی دیگر است که برای تبدیل کامپوزیت اولیه به محصول نهایی مورد نیاز است.
بسیاری از موارد مورد استفاده در زمینه و مواد تقویت‌کننده به‌طور ذاتی با یکدیگر سازگاری و هم خوانی ندارند و امکان ایجاد کامپوزیت از این مواد، بدون تغییر ماهیت فصل مشترک بین آن‌ها میسر نمی‌باشد. در بعضی کامپوزیت‌ها، اتصال بین عامل تقویت‌کننده با زمینه فلزی ضعیف است و می‌بایستی بهبود یابد. برای MMCهای ساخته شده از مواد فعال مشکل اصلی در جلوگیری از بروز واکنش‌های شیمیایی در فصل مشترک می‌باشد چون چنین واکنشی می‌تواند خواص ماده را تضعیف کند، پس برای رفع این مشکل عملیات سطحی و پوشش مخصوصی روی عامل تقویت‌کننده انجام می‌شود یا ترکیب زمینه اصلاح می‌شود.
اینکه کدام فرایند تولید فرعی برای MMC مناسب است تا حد زیادی به پیوسته یا غیرپیوسته بودن الیاف بستگی دارد. MMCهای با تقویت غیرپیوسته قابل تطابق با بسیاری از عملیات شکل‌دادن نظیر اکستروژن، فورج، نورد می‌باشند. از آنجایی که درصد بالایی از تقویت‌های غیر پیوسته از اکسیدهای ست یا کاربیدها در MMCها استفاده می‌شوند پس ماشین‌کاری این کامپوزیت‌ها مشکل بوده و از روش‌هایی مانند برش و سایش توسط ابزار الماس و ماشین کاری با تخلیه الکتریکی گاهی در مورد آن‌ها مورد استفاده قرار می‌گیرد.

## انواع کامپوزیت‌های زمینه فلزی

### کامپوزیت‌های زمینه آلومینیومی

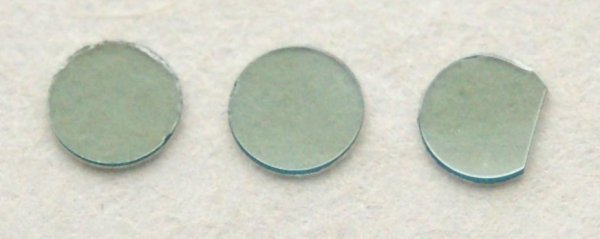
کریستال SiC

بیشتر کاربردهای تجاری کامپوزیت‌های زمینه فلزی بر روی زمینه آلومینیومی متمرکز شده است. تلفیقی از وزن سبک، مقاومت به شرایط اتمسفری و خواص مکانیکی خوب، موجب عمومیت یافتن آلیاژهای این فلز شده است. نقطه ذوب این فلز به اندازه کافی بالا می‌باشد تا بتواند بسیاری از نیازمندی‌های مربوط به شرایط کاری را پاسخگو باشد. همچنین نقطه ذوب آلومینیوم به اندازه کافی پایین است تا سهولت در ساخت کامپوزیت را فراهم نماید و از طرف دیگر در آلومینیوم می‌توان از تقویت کننده‌های متفاوتی شامل الیاف پیوسته بور، سیلیسیم کاربید، اکسید آلومینیوم، گرافیت استفاده نمود.

### کامپوزیت‌های زمینه آلومینیومی با الیاف پیوسته
کامپوزیت‌های با زمینه آلومینیوم و با الیاف پیوسته بور در سازه‌های داربستی با مقطع لوله ای برای بدنه میانی شاتل فضایی و صفحات خنک‌کننده در بردهای چندلایه میکروتراشه‌های الکترونیکی می‌باشد.
الیاف SiC پیوسته در حال حاضر به صورت تجاری در دسترس می‌باشد. این الیاف جایگزین مناسبی برای الیاف بور محسوب می‌شود زیرا دارای خواص مشابه با صرفه اقتصادی می‌باشد. یک نمونه از SiC تحت نام SCS نامیده می‌شود که می‌توانند با خواص شیمیایی سطحی مختلفی تولید شوند تا بتوانند اتصال بین زمینه مورد نظر را بهبود بخشند.
سازه‌های هوافضای دقیق با تلرانس‌های اکید و پایداری ابعادی، به مواد سبک‌وزن و با استقامت بالا نیاز دارند که از خود اعوجاج حرارتی پایینی را بروز دهند. MMCهای گرافیت/آلومینیوم دارای پتانسیل لازم برای برآوردن این نیازهای هستند.

### کامپوزیت‌های زمینه آلومینیومی با تقویت غیر پیوسته

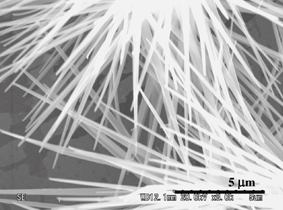
ویسکر در سطح فلز

کامپوزیت‌های کاربید سیلیسیم/آلومینیوم که تقویت کننده‌ها در آن‌ها به صورت غیر پیوسته هستند کامپوزیت‌هایی می‌باشند که در زمینه آلومینیوم ،SiC به صورت ذرات ریز، ویسکر‌ها، ندول‌ها، ورقه‌ها، صفحات یا الیاف کوتاه قرار گرفته‌اند. شرکت‌های مختلفی برای تولید این نوع کامپوزیت‌ها از روش متالورژی پودر استفاده می‌کنند و آن‌ها را با شکل تقویت ذره ای یا ویسکری تولید می‌نمایند. برای تولید این MMCها از روش ریخته‌گری نیز می‌توان بهره برد که در آن شمش‌هایی از این کامپوزیت ریخته‌گری می‌شود که سپس می‌توان به شکل مورد نظر توسط فرایندهایی نظیر اکستروژن یا نورد، تغییر فرم یابد.